# Grant Bramwell
Grant Bramwell (Gisborne, 28 gennaio 1961) è un ex canoista neozelandese.

## Carriera
Ha partecipato a due edizioni dei giochi olimpici (1984 e 1988) conquistando una medaglia a Los Angeles 1984.

## Palmarès
Olimpiadi
- 1 medaglia:
  - 1 oro (K4 1000 m a Los Angeles 1984)

Mondiali
- 1 medaglia:
  - 1 bronzo (K1 10000 m a Mechelen 1985)